# Tuia Lencioni
Luis Gustavo Lencioni Pereira, conhecido artisticamente como Tuia ou Tuia Lencioni (Jacareí, 28 de outubro de 1973), é um cantor, violonista e compositor brasileiro. Ex-guitarrista e cantor da banda de Dotô Jeka, atualmente segue em carreira solo.

## Carreira
Tuia Lencioni veio do Vale do Paraíba, no interior de São Paulo, e despontou no cenário nacional no início dos anos 90 com a banda Dotô Jéka, que tinha a proposta ousada e inovadora de realizar a mistura de rock com música caipira. Por sua originalidade, a banda ganhou destaque.
O primeiro trabalho de Tuia foi com o Dotô Jéka e contou com o mesmo produtor dos Raimundos e lançado pela gravadora Virgin EMI Records. A banda esteve presente em programas como: Jô Soares Onze e Meia, Programa Livre e Xuxa Hits. O grande destaque ficou por conta da versão da música Romaria, de Renato Teixeira. Com este CD a banda conseguiu vender cerca de 30 mil cópias.
Em 2003, a banda, já com o nome Tuia e Dotô Jéka, esteve presente em importantes festivais de música caipira. O Caipiragroove, e o Viola Turbinada. 
Atualmente, Tuia segue carreira solo. Lançou em 2009 o CD/DVD Tuia ao Vivo. Em 2013, o CD Jardim Invisível, e em 2016, o CD Reverso Folk.
Em 2024 Tuia lançou seu novo single "Hortelã e Café", onde mistura Folk Pop Rock e MPB.

## Discografia
Com o Dotô Jeka
- 1994 - Tia Marieta
- 2001 - Fogo de Palha

Com Os Transmissores
- 2007 - Tuia e os Transmissores

Carreira solo
- 2009 - Tuia Ao Vivo
- 2013 - Jardim Invisível
- 2016 - Reverso Folk

## Ligações Externas
- «Sítio oficial»